# Mildrette Netter
Mildrette Netter (Greenview (Mississippi), 16 juni 1948) is een voormalige Amerikaanse atlete, die zich toelegde op de korte afstanden. Op de 4 x 100 m estafette veroverde zij in 1968 de olympisch gouden medaille.

## Biografie
Tijdens de Amerikaanse trials van 1968 plaatste Netter zich vrij verrassend voor de Spelen. Op hoogte in Mexico-stad werd Netter olympisch kampioen op de 4 x 100 m estafette in een wereldrecord. Vier jaar was Netter de enige over gebleven loopster van de 4 x 100 m estafette ploeg die deelnam aan de Spelen van München; daar haalde zij de vierde plaats.

## Titels
- Olympisch kampioene 4 x 100 m - 1968

## Persoonlijke records
| Onderdeel | Prestatie | Datum | Plaats |
| --------- | --------- | ----- | ------ |
| 100 m     | 11,3 s    | 1968  |        |
| 200 m     | 23,9 s    | 1969  |        |

## Palmares

### 4 x 100 m
- 1968:  OS - 42,89 (WR)
- 1972: 4e OS - 43,39

1928: Rosenfeld, Smith, Bell, Cook ·
1932: Carew, Furtsch, Rogers, Von Bremen ·
1936: Bland, Rogers, Robinson, Stephens ·
1948: Stad-de Jong, Witziers-Timmer, van der Kade-Koudijs, Blankers-Koen ·
1952: Faggs, Jones, Moreau, Hardy ·
1956: Strickland, Croker, Mellor, Cuthbert ·
1960: Hudson, Williams, Jones, Rudolph ·
1964: Ciepły, Kirszenstein, Górecka, Kłobukowska ·
1968: Ferrell, Bailes, Netter, Tyus ·
1972: Krause, Mickler-Becker, Richter, Rosendahl ·
1976: Oelsner, Stecher, Bodendorf, Eckert ·
1980: Müller, Wöckel, Auerswald, Göhr ·
1984: Brown, Bolden, Cheeseborough, Ashford ·
1988: Brown, Echols, Griffith-Joyner, Ashford ·
1992: Ashford, Jones, Guidry, Torrence ·
1996: Devers, Miller, Gaines, Torrence ·
2000: Fynes, Sturrup, Davis, Ferguson ·
2004: Lawrence, Simpson, Bailey, Campbell ·
2008: Borlée, Mariën, Ouédraogo, Gevaert ·
2012: Madison, Felix, Knight, Jeter ·
2016: Madison, Felix, Gardner, Bowie ·
2020: Williams, Thompson-Herah, Fraser-Pryce, Jackson ·
2024: Jefferson, Terry, Thomas, Richardson
- World Athletics: 14430686